# FC Bayern München in het seizoen 1983/84
Dit artikel beschrijft de prestaties van de Duitse voetbalclub FC Bayern München in het seizoen 1983/84, waarin de club de beker veroverde.

## Spelerskern
| Naam                  | Nationaliteit                  | Geboortedatum | Vorige club              |
| --------------------- | ------------------------------ | ------------- | ------------------------ |
| Keepers               |                                |               |                          |
| Jean-Marie Pfaff      | België                         | 04-12-1953    | KSK Beveren              |
| Manfred Müller        | Bondsrepubliek Duitsland       | 28-07-1947    | ESV Ingolstadt           |
| Raimond Aumann        | Bondsrepubliek Duitsland       | 12-10-1963    | /                        |
| Verdedigers           |                                |               |                          |
| Klaus Augenthaler     | Bondsrepubliek Duitsland       | 26-09-1957    | /                        |
| Bertram Beierlorzer   | Bondsrepubliek Duitsland       | 31-05-1957    | 1. FC Nürnberg           |
| Bernd Martin          | Bondsrepubliek Duitsland       | 10-02-1955    | VfB Stuttgart            |
| Reiner Maurer         | Bondsrepubliek Duitsland       | 16-02-1960    | SpVgg Unterhaching       |
| Hans Pflügler         | Bondsrepubliek Duitsland       | 27-03-1960    | /                        |
| Middenvelders         |                                |               |                          |
| Hans Dorfner          | Bondsrepubliek Duitsland       | 03-07-1965    | /                        |
| Wolfgang Dremmler     | Bondsrepubliek Duitsland       | 12-07-1954    | Eintracht Braunschweig   |
| Bernd Dürnberger      | Bondsrepubliek Duitsland       | 17-09-1953    | /                        |
| Wolfgang Grobe        | Bondsrepubliek Duitsland       | 25-06-1956    | Eintracht Braunschweig   |
| Wolfgang Kraus        | Bondsrepubliek Duitsland       | 20-08-1953    | Eintracht Frankfurt      |
| Søren Lerby           | Denemarken                     | 01-02-1958    | AFC Ajax                 |
| Norbert Nachtweih     | Duitse Democratische Republiek | 04-06-1957    | Eintracht Frankfurt      |
| Aanvallers            |                                |               |                          |
| Kalle Del'Haye        | Bondsrepubliek Duitsland       | 18-08-1955    | Borussia Mönchengladbach |
| Stefan Dinauer        | Bondsrepubliek Duitsland       | 27-05-1963    | /                        |
| Dieter Hoeneß         | Bondsrepubliek Duitsland       | 07-01-1953    | VfB Stuttgart            |
| Reinhold Mathy        | Bondsrepubliek Duitsland       | 12-04-1962    | /                        |
| Hans Meisel           | Bondsrepubliek Duitsland       | 04-12-1961    | SC Freiburg              |
| Karl-Heinz Rummenigge | Bondsrepubliek Duitsland       | 25-09-1955    | Borussia Lippstadt       |
| Michael Rummenigge    | Bondsrepubliek Duitsland       | 03-02-1964    | /                        |

- = Aanvoerder

### Technische staf
| Functie         | Naam                          | Nationaliteit            |
| --------------- | ----------------------------- | ------------------------ |
| Coach           | Udo Lattek                    | Bondsrepubliek Duitsland |
| Assistent-coach | Reinhard Saftig               | Bondsrepubliek Duitsland |
| Teamarts        | Hans-Wilhelm Müller-Wohlfahrt | Bondsrepubliek Duitsland |

## Resultaten
| Bundesliga | DFB-Pokal | UEFA Cup   |
| ---------- | --------- | ---------- |
|            |           |            |
| Vierde     | Winnaar   | 1/8 finale |

## Uitrustingen
Hoofdsponsor: Iveco

Sportmerk: adidas
| Thuis | Uit | Alternatief | Alternatief | Doelman | Doelman |

## Transfers

### Zomer
| Naam             | Nationaliteit            | Van/naar           | Type           |
| ---------------- | ------------------------ | ------------------ | -------------- |
| Inkomend         |                          |                    |                |
| Søren Lerby      | Denemarken               | AFC Ajax           | Gekocht        |
| Reiner Maurer    | Bondsrepubliek Duitsland | SpVgg Unterhaching | Gekocht        |
| Hans Meisel      | Bondsrepubliek Duitsland | SC Freiburg        | Gekocht        |
| Uitgaand         |                          |                    |                |
| Paul Breitner    | Bondsrepubliek Duitsland |                    | Einde carrière |
| Peter Grünberger | Bondsrepubliek Duitsland | VfL Bochum         | Verkocht       |
| Günter Güttler   | Bondsrepubliek Duitsland | KV Mechelen        | Verkocht       |
| Udo Horsmann     | Bondsrepubliek Duitsland | Stade Rennes       | Verkocht       |
| Stefan Schehl    | Bondsrepubliek Duitsland | FC 08 Homburg      | Verkocht       |

## Bundesliga

### Eindstand
|    | Club                     | Wed | Gew | Gel | Ver | Pnt | V-T    |
| -- | ------------------------ | --- | --- | --- | --- | --- | ------ |
| 1  | VfB Stuttgart            | 34  | 19  | 10  | 5   | 48  | 79-33  |
| 2  | Hamburger SV             | 34  | 21  | 6   | 7   | 48  | 75-36  |
| 3  | Borussia Mönchengladbach | 34  | 21  | 6   | 7   | 48  | 81-48  |
| 4  | FC Bayern München        | 34  | 20  | 7   | 7   | 47  | 84-41  |
| 5  | SV Werder Bremen         | 34  | 19  | 7   | 8   | 45  | 79-46  |
| 6  | 1. FC Köln               | 34  | 16  | 6   | 12  | 38  | 70-57  |
| 7  | Bayer 04 Leverkusen      | 34  | 13  | 8   | 13  | 34  | 50-50  |
| 8  | DSC Arminia Bielefeld    | 34  | 12  | 9   | 13  | 33  | 40-49  |
| 9  | Eintracht Braunschweig   | 34  | 13  | 6   | 15  | 32  | 54-69  |
| 10 | Bayer 05 Uerdingen       | 34  | 12  | 7   | 15  | 31  | 66-79  |
| 11 | SV Waldhof Mannheim      | 34  | 10  | 11  | 13  | 31  | 45-58  |
| 12 | 1. FC Kaiserslautern     | 34  | 12  | 6   | 16  | 30  | 68-69  |
| 13 | Borussia Dortmund        | 34  | 11  | 8   | 15  | 30  | 54-65  |
| 14 | Fortuna Düsseldorf       | 34  | 11  | 7   | 16  | 29  | 63-75  |
| 15 | VfL Bochum               | 34  | 10  | 8   | 16  | 28  | 58-70  |
| 16 | Eintracht Frankfurt      | 34  | 7   | 13  | 14  | 27  | 45-61  |
| 17 | Kickers Offenbach        | 34  | 7   | 5   | 22  | 19  | 48-106 |
| 18 | 1. FC Nürnberg           | 34  | 6   | 2   | 26  | 14  | 38-85  |

Kampioen VfB Stuttgart plaatste zich voor de Europacup I 1984/85
Bekerwinnaar Bayern München plaatste zich voor de Europacup II 1984/85
De nummers 2, 3, 5 en 6 van de competitie, Hamburger SV, Borussia Mönchengladbach, SV Werder Bremen en 1.FC Köln namen deel in de UEFA Cup 1984/85
Kickers Offenbach en 1.FC Nürnberg degradeerden rechtstreeks naar de 2. Bundesliga
De kampioen Karlsruher SC en de nummer twee FC Schalke 04 promoveerden rechtstreeks uit de 2. Bundesliga
Eintracht Frankfurt wist zich na beslissingswedstrijden, 5-0 en 1-1, tegen de nummer drie van de 2. Bundesliga, MSV Duisburg, te handhaven in de Bundesliga

## Individuele prijzen
| Prijs                  | Winnaar               |
| ---------------------- | --------------------- |
| Topschutter Bundesliga | Karl-Heinz Rummenigge |

## Afbeeldingen

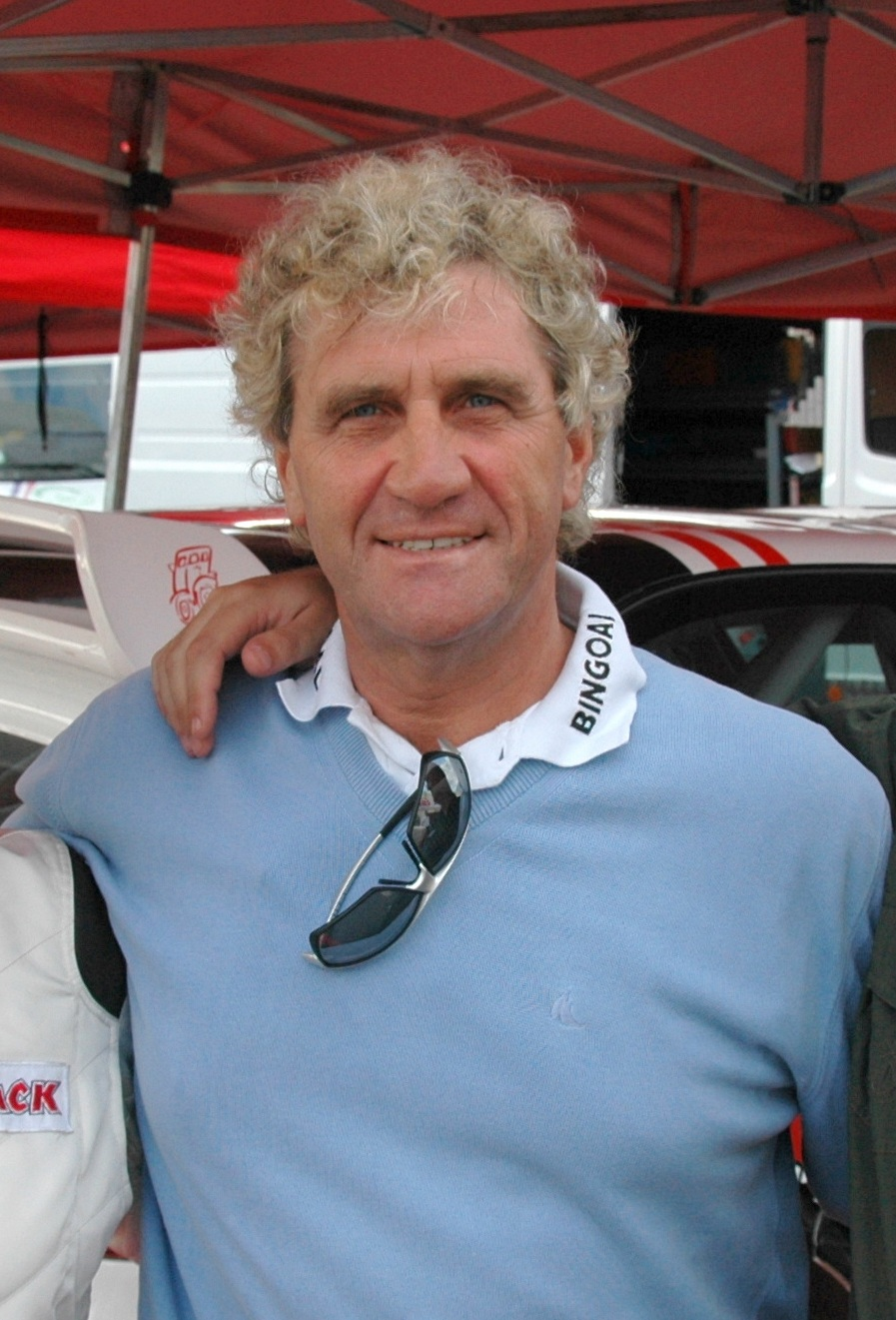
Jean-Marie Pfaff (doelman)
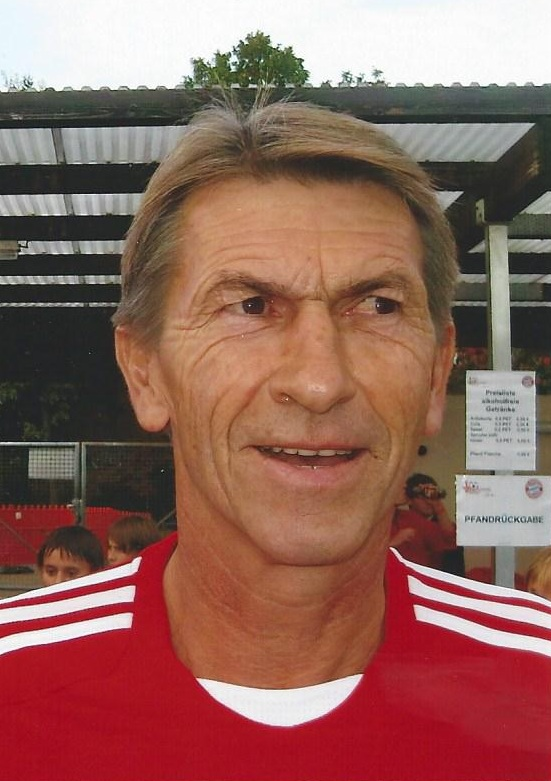
Klaus Augenthaler (verdediger)
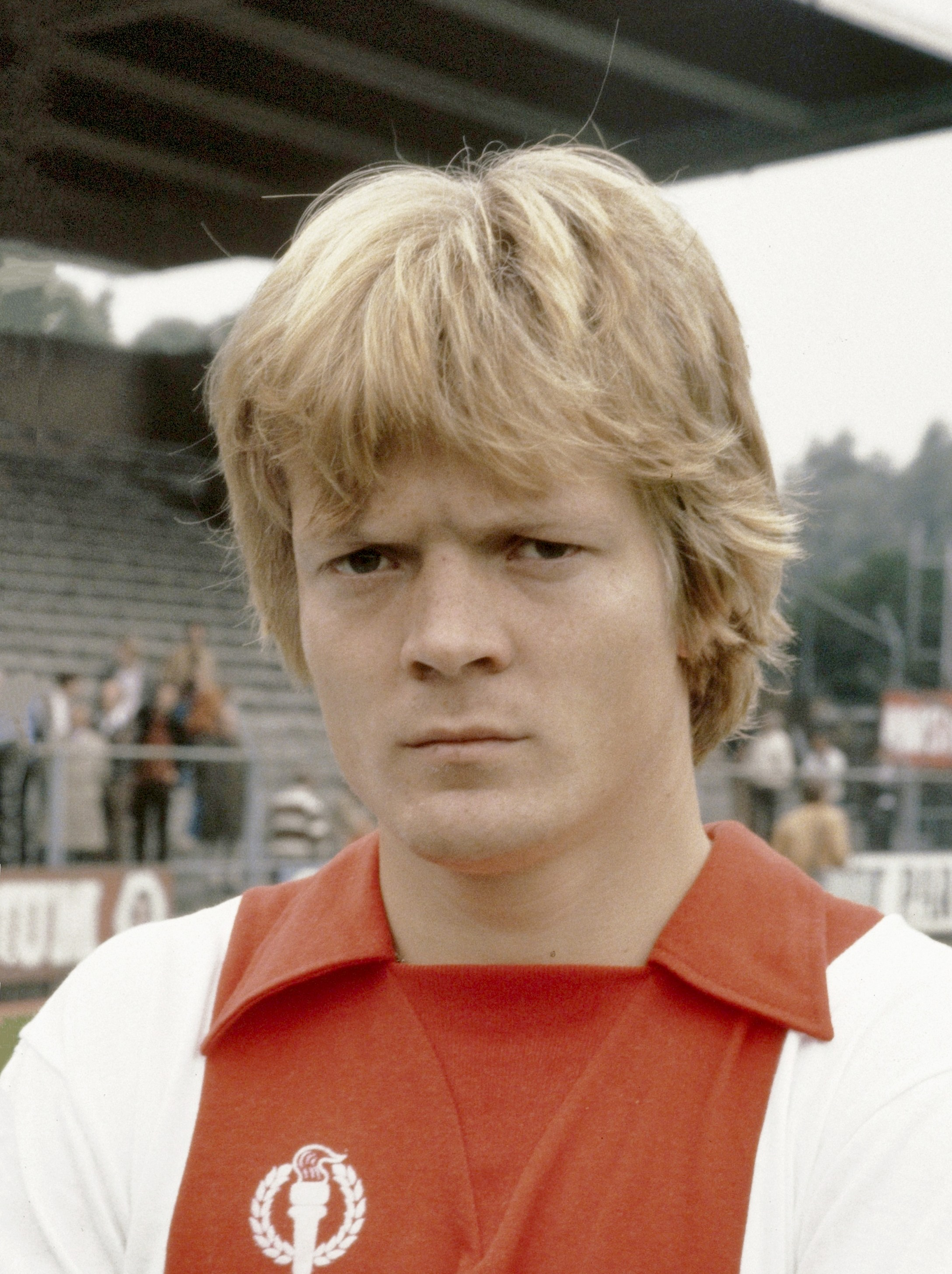
Søren Lerby (middenvelder)
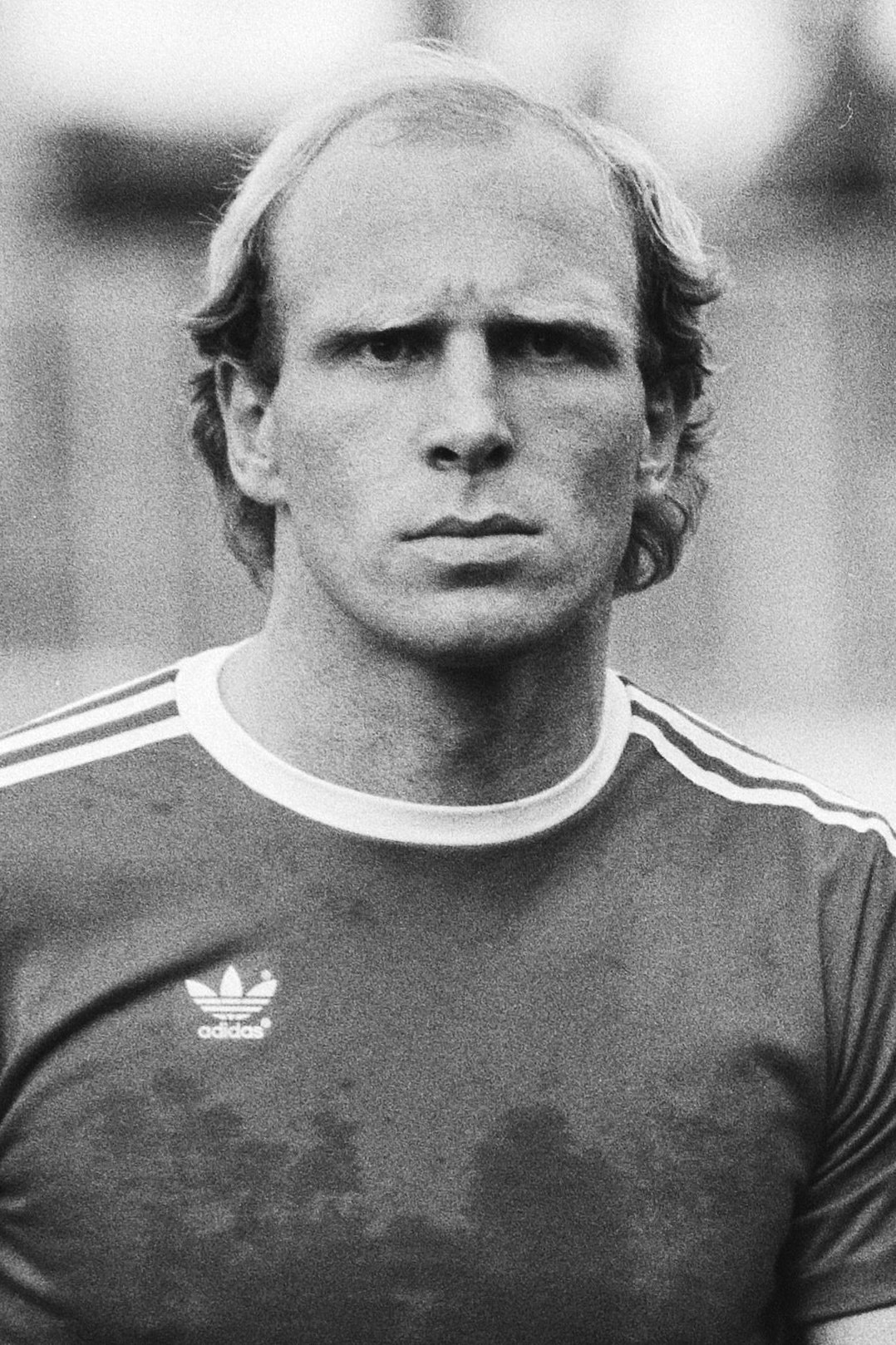
Dieter Hoeneß (aanvaller)
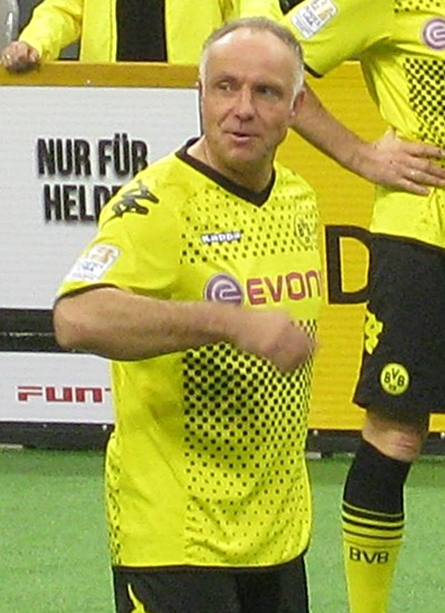
Michael Rummenigge (aanvaller)
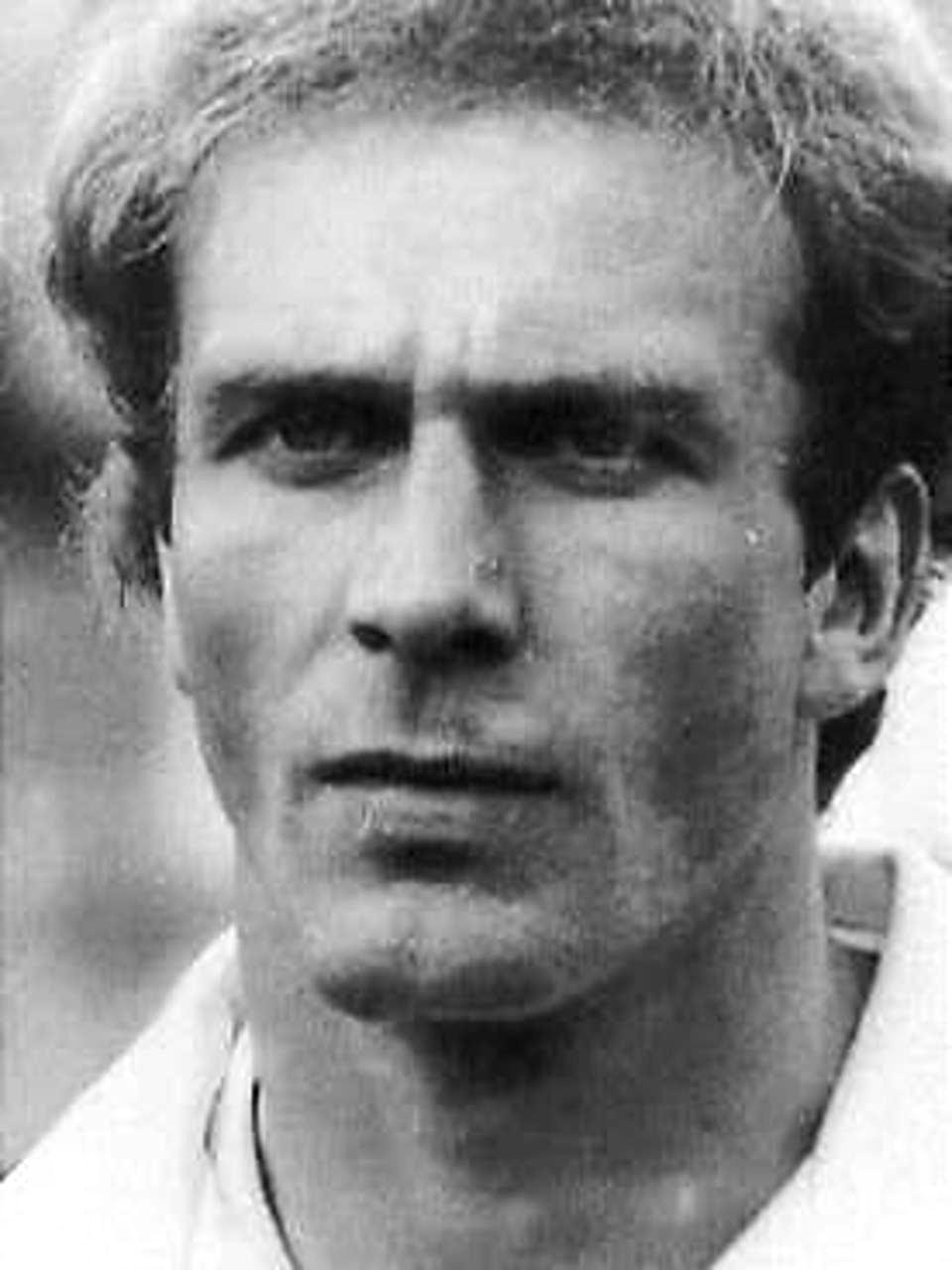
Karl-Heinz Rummenigge (aanvaller)